# ТЕЦ Софія-Схід
ТЕЦ Софія-Схід — теплова електростанція в столиці Болгарії місті Софія.
В 1964—1967 роках на майданчику станції стали до ладу чотири блоки, кожен з яких мав котел типу 1В-220-96 продуктивністю 220 тонн пари на годину та турбіну VPT 30-90/10/1.2 потужністю 30 МВт. Основне обладнання для них виготовив чеський Перший Брненський машинобудівний завод.
В 1988—1989 роках ввели в експлуатацію три котли типу ПК-220 такою ж продуктивністю по 220 тонн пари на годину, від яких отримує живлення турбіна із протитиском PR-68/66-130/10/0.8 потужністю 66 МВт, виготовлена тим самим Першим Брненським машинобудівним заводом.
Внаслідок зношення експлуатація турбіни № 3 припинилась в 1999 році. В 2016-му її списали й відповідно до планів розвитку майданчика мали замінити на початку 2020-х.
Тим часом на початку 2021 року завершили масштабну модернізацію блоку № 4, в якому встановили нову парову турбіну із протитиском Siemens SST-300 CE2L/V36S потужністю 41 МВт та генератор компанії АВВ типу AMS 1250LA 4L BS.
Для покриття пікових навантажень у енергосистемі ТЕЦ додатково обладнали вісьмома водогрійними котлами потужністю по 116 МВт.
Котли перших чотирьох блоків були розраховані на споживання мазуту, проте наразі переведені на природний газ (надходить до Софії через Північне та Південне газопровідні напівкільця). Наступні три котли одразу були розраховані на споживання як мазуту, так і газу.
Видалення продуктів згоряння відбувається за допомогою чотирьох димарів висотою по 120 метрів: один для блоків 1 — 4, один для блоку 5 та два димарі, кожен з яких обслуговує по чотири водогрійні котли.
Видача продукції відбувається по ЛЕП, розрахованій на роботу під напругою 110 кВ.